# Decreto dell'Alhambra
Il decreto dell'Alhambra, noto anche come editto o decreto di Granada, fu un decreto emanato il 31 marzo 1492 dai re cattolici di Spagna, Isabella di Castiglia e Ferdinando II d'Aragona, con il quale diventava obbligatoria l'espulsione delle comunità ebraiche dai regni spagnoli e dai loro possedimenti a partire dal 31 luglio di quello stesso anno. Pochi anni dopo un provvedimento di tal genere e dai medesimi effetti entrò in vigore anche nel regno portoghese con il sovrano Manuele I.

## Testo
(Estratto del decreto)

## Contenuto
A propiziare l'avallo del decreto da parte di Ferdinando II d'Aragona, fu il «crudele» e «grottesco processo spettacolo» relativo all'omicidio rituale del Santo Niño de La Guardia, un procedimento intentato e perseguito da Tomás de Torquemada, pochi mesi prima, fino al suo esito più estremo. Pur decisivo, sarebbe esagerato attribuire al caso del martirio del Santo Niño un peso esclusivo nel determinare la decisione reale benché non fosse l'unico caso in Spagna e nel resto d'Europa. Fu proprio Tomás de Torquemada, su incarico dei re, a stendere una versione preliminare dell'editto che fu loro presentata il 20 marzo 1492: questo scritto e la versione firmata solamente da Ferdinando furono ritrovati solo nel 1991.
L'editto rendeva obbligatoria la conversione degli ebrei alla religione cattolica, mentre disponeva l'espulsione per coloro che non si fossero convertiti. Il decreto andò ad incrementare le comunità ebraiche del Maghreb (soprattutto Marocco ed Algeria, e in misura minore anche quelle della Tunisia), dell'impero ottomano e delle regioni meridionali dell'Europa. Esistono due versioni dell'editto: una cosiddetta aragonese con il solo autografo del re Ferdinando e una castigliana dove compaiono gli autografi di entrambi i re cattolici, pervenutaci in varie versioni riferite a differenti città. L'editto è stato formalmente revocato il 6 dicembre 1968.